# إديث سكوب
إديث سكوب (21 أكتوبر1937-25 يونيو 2019) (بالفرنسية: Édith Scob)‏ هي ممثلة فرنسية، ولدت في 21 أكتوبر 1937 بباريس في فرنسا. عملت مع مخرجين كبار مثل المخرج الفرنسي التشيلي راوول رويز، والمخرجين الفرنسيين جورج فرانجو، وأوليفييه أسايس. اشتهرت إديث بالقناع الأبيض الذي وضعته في فيلمها لويس كاراكس «هولي موتورز». امتدت مسيرتها في السينما والمسرح 60 عام، ترشحت خلالها لجائزة سيزار عن فئة أفضل ممثلة بدور ثانوي في فيلم (لور ديتيه). توفيت في 25 يونيو 2019 بـباريس وقد ناهزت 81 عام.

## أعمال

### أفلام
- (2001) أخوة الذئاب[10]
- (2002) رجل في القطار
- (2014) جيما بوفيري[11][12]

## وصلات خارجية
- إديث سكوب على موقع IMDb (الإنجليزية)
- إديث سكوب على موقع روتن توميتوز (الإنجليزية)
- إديث سكوب على موقع قاعدة بيانات الأفلام العربية
- إديث سكوب على موقع ألو سيني (الفرنسية)
- إديث سكوب على موقع أول موفي (الإنجليزية)
- إديث سكوب على موقع قاعدة بيانات الأفلام السويدية (السويدية)
- إديث سكوب على موقع ديسكوغز (الإنجليزية)
- إديث سكوب على موقع قاعدة بيانات الفيلم (الإنجليزية)
- إديث سكوب على موقع كينوبويسك (الروسية)